# 福井県産業会館
福井県産業会館（ふくいけんさんぎょうかいかん）は、福井県福井市下六条町にある、福井県の総合展示場。
1980年（昭和55年）4月18日に完成。1号館展示場、2号館展示場、本館展示場と屋外展示場、多目的ホールなどで構成される。

## 主な施設
- 1号館展示場 : 延床面積 2,599.06m2[2]
- 2号館展示場 : 延床面積 2,526.86m2[2]
- 本館展示場 : 延床面積 2,190.82m2[2]
- 屋外展示場
- 多目的ホール

## アクセス
- 京福バス 60系統 羽水高校線「福井厚生病院」バス停留所下車、徒歩2分。